# Quévert
Quévert (tiếng Breton: Kever, Gallo: Qevèr) là một xã của Pháp.

## Dân số
Người dân ở Quévert được gọi là Quévertois.